# Electric Wizard
Az Electric Wizard (névváltozatok: Electric Fucking Wizard,illetve the Electric Wizard) brit doom metal/stoner rock/sludge metal együttes.
1993-ban alakultak meg Dorset-ben. Karrierjük elején Lord of Putrefaction, Thy Grief Eternal illetve Eternal neveken is működtek. Ezeken a neveken kiadott "anyagaik" a 2006-os Pre-Electric Wizard 1989-1994 válogatáslemezen jelentek meg. A jelenlegi nevük két Black Sabbath szám (The Wizard, illetve Electric Funeral) címének keresztezéséből született. A zenekar ugyanis jelentős hatásuknak nevezi meg őket.
Fő témáik: boszorkányság, H.P. Lovecraft művei, illetve a horrorfilmek. Az okkultizmus és a cannabis is jelentős szerepet játszanak dalaik témáiban. Rajongóik által "The Wizard" néven is ismertek.
Mark Greening és Tim Bagshaw 2003-ban új együttest alapítottak Ramesses néven. 

## Tagok
- Jus Oborn – ének, gitár (1993–)
- Liz Buckingham – gitár (2003–)
- Simon Poole – dob (2012, 2014–)
- Haz Wheaton – basszusgitár (2018–)

Korábbi tagok
- Mark Greening – dob (1993–2003, 2012–2014)
- Tim Bagshaw – basszusgitár (1993–2003)
- Rob Al-Issa – basszusgitár (2003–2008)
- Justin Greaves – dob (2003–2006)
- Shaun Rutter – dob (2006–2012)
- Tas Danazoglou – basszusgitár (2008–2012)
- Glenn Charman – basszusgitár (2012–2014)
- Clayton Burgess – basszusgitár (2014–2018)

## Diszkográfia
- Electric Wizard (1995)
- Come My Fanatics... (1997)
- Dopethrone (2000)
- Let Us Prey (2002)
- We Live (2004)
- Witchcult Today (2007)
- Black Masses (2010)
- Time to Die (2014)
- Wizard Bloody Wizard (2017)

## Egyéb kiadványok
- Demon Lung (split lemez az Our Haunted Kingdom-mal (Orange Goblin, 1996)
- Chrono.Naut (EP, 1997)
- Chrono.Naut/Nuclear Guru (split lemez az Orange Goblinnal, 1997)
- Supercoven (EP, 1998)
- The House on the Borderland (split lemez a Reverend Bizarre-ral, 2008)
- The Processean (kislemez, 2008)
- Legalise Drugs and Murder (EP, 2012)